# Dorfkirche Eggersdorf (Müncheberg)

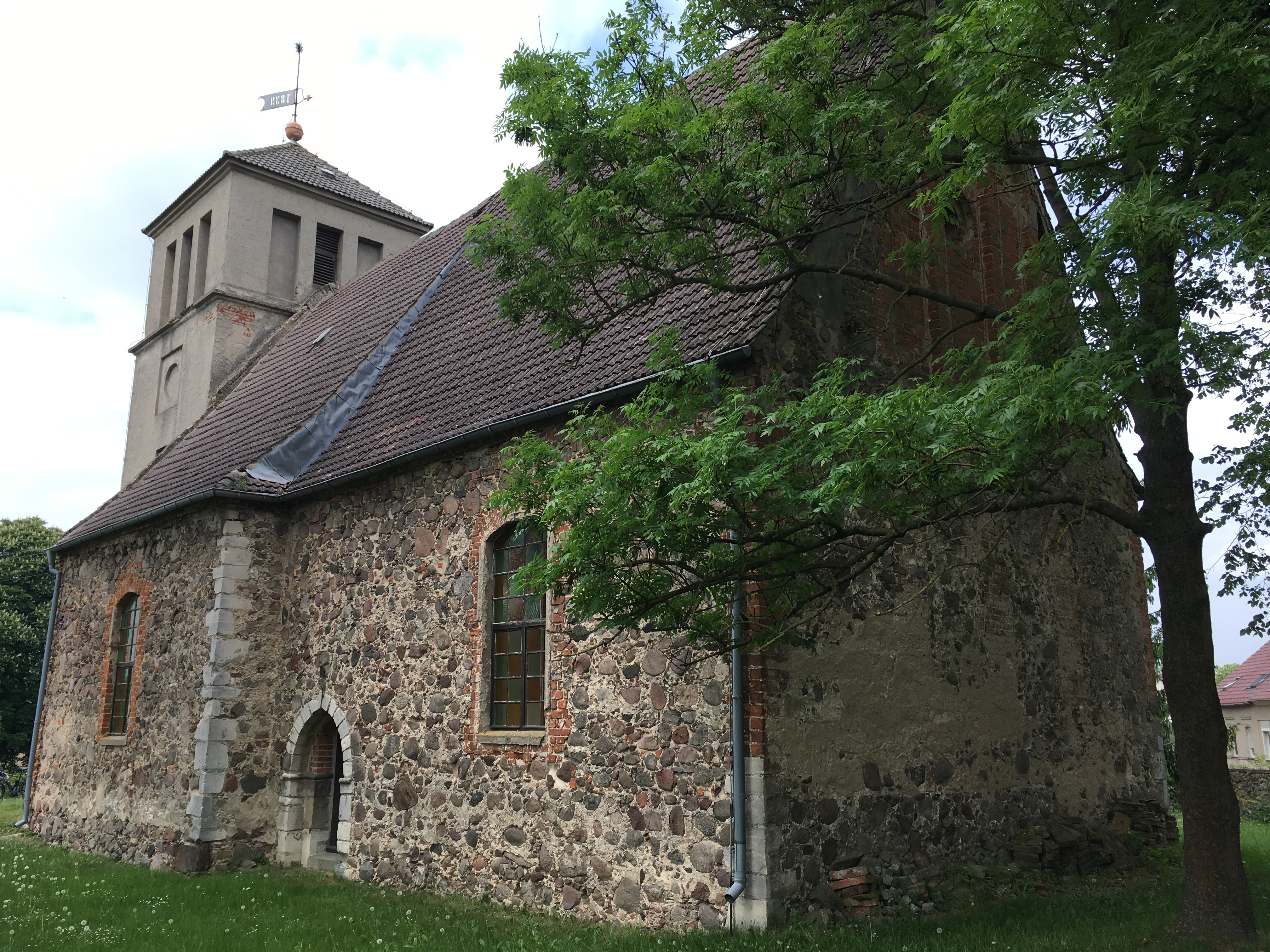
Dorfkirche Eggersdorf

Die evangelische Dorfkirche Eggersdorf ist eine Feldsteinkirche aus dem 14. Jahrhundert in Eggersdorf, einem Ortsteil der Stadt Müncheberg im Landkreis Märkisch-Oderland im Land Brandenburg. Die Kirchengemeinde gehört zum Kirchenkreis Oderland-Spree der Evangelischen Kirche Berlin-Brandenburg-schlesische Oberlausitz.

## Lage
Die Hauptstraße verläuft von Nordwesten kommend in südöstlicher Richtung durch den Ort. Am historischen Dorfzentrum wird sie von der nördlich verlaufenden Seitenstraße umspannt. Auf dem so eingeschlossenen Grundstück steht die Kirche auf einer Anhöhe. Nördlich sind die Reste einer Mauer mit einem gotischen Portal vorhanden, durch die zu einer früheren Zeit der umgebende Friedhof betreten werden konnte. Das Bauwerk ist im Übrigen durch angrenzende Bauten umgeben und nicht eingefriedet.

## Geschichte
Der Sakralbau entstand vermutlich im 14. Jahrhundert und wurde nach Angaben des Brandenburgischen Landesamtes für Denkmalpflege und Archäologischen Landesmuseums (BLDAM) im 15. Jahrhundert in einer nicht näher bezeichneten Weise umgebaut. Denkbar ist, dass Handwerker zunächst den Chor erbauten und anschließend das Kirchenschiff. In einem Schoßregister aus dieser Zeit sind vier Hufe für die Pfarre verzeichnet. Mitte des 18. Jahrhunderts ließ die Kirchengemeinde die Fenster „barock“ vergrößern. In der ersten Hälfte des 19. Jahrhunderts kam der quadratische Westturm hinzu. Die Wetterfahne zeigt das Jahr 1839, somit mutmaßlich das vorläufige Ende der Baumaßnahmen. Nach der Wende ließ die Kirchengemeinde im Jahr 1992 eine elektrische Heizung, ein elektrisch betriebenes Geläut sowie eine Toilette und Küche einbauen. 1995 arbeiteten Handwerker die linken Kirchenfenster auf; 2000 fanden Putzarbeiten am äußeren, 2001 im Innenraum des Kirchturms statt. 2002 wurden das Westportal sowie die Priesterpforte aufgearbeitet. Zwei Jahre später konnten die Fenster im mittleren Turmgeschoss saniert werden. 2005 wurde der Steinfußboden erneuert, 2007 die Treppe zur Kirche. Mit der Pflasterung des Weges zwischen Treppe und Kirche wurden die Arbeiten soweit beendet.

## Baubeschreibung

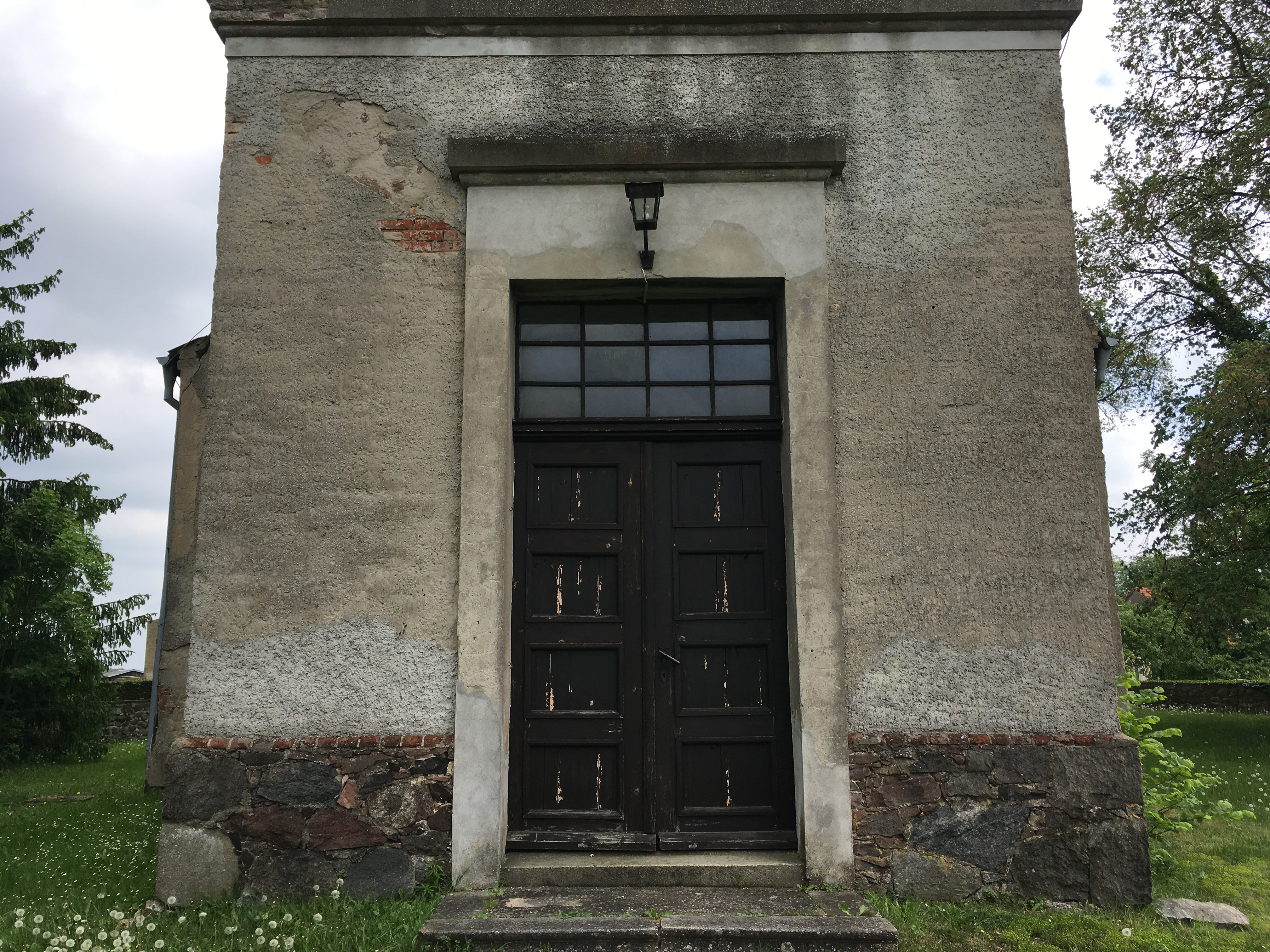
Westportal

Das Bauwerk wurde im Wesentlichen aus unbehauenen und nicht lagig geschichteten Feldsteinen und Mauersteinen errichtet. Am gesamten Baukörper sind Putzreste erkennbar. Der Chor ist gerade und stark eingezogen. An der Ostwand sind die Reste einer mit Mauersteinen zugesetzten Dreifenstergruppe erkennbar. Der Ostgiebel ist aus Mauersteinen errichtet und mit mehrteiligen Blenden verziert. Mittig ist eine kreisförmige Öffnung, darüber der Rest eines möglicherweise neuzeitlichen Maßwerks. An der Nordseite des Chors sind zwei große, segmentbogenförmige Fenster, dessen Faschen mit Mauersteinen nachgearbeitet wurden. An der Laibung sind Putzreste vorhanden. An der Südseite ist lediglich im östlichen Bereich ein gleichartiges Fenster. Nach Westen hin ist eine Priesterpforte. Dessen Gewände wurden aus sorgfältig behauenem Rüdersdorfer Plattenkalk mit Kämpfer errichtet. Das legt die Vermutung nahe, dass es aus der ursprünglichen Bauzeit stammt.
Das Kirchenschiff hat einen rechteckigen Grundriss. Es ist gegenüber dem Chor auffällig verkürzt. Die Kirchengemeinde gibt an, dass dies möglicherweise auf eine nicht weiter ausgeführte „Katastrophe“ zurückzuführen sei. Die Ecksteine sind teilweise behauen. An der Nord- und Südseite ist ebenfalls ein barock vergrößertes Fenster. Chor und Schiff tragen ein schlichtes Satteldach.
Der Kirchturm ist quadratisch und stark eingezogen. Er wurde auf einem Feldsteinsockel errichtet, darüber aus verputzten Mauersteinen. Der Zugang erfolgt über eine große, rechteckige Pforte von Westen her. Die beiden verbleibenden Seiten am Untergeschoss sind geschlossen. Das mittlere Geschoss ist durch ein Gesims vom unteren Baukörper abgetrennt. Dort ist an den drei zugänglichen Seiten ein hochrechteckiges Fenster, darüber eine rechteckige Blende mit einer innenliegenden, kreisförmigen Blende. Dort könnte ursprünglich eine Turmuhr vorhanden gewesen sein, bzw. die Vorbereitung für einen späteren, nicht realisierten Einbau. Das Glockengeschoss ist mit einem weiteren Gesims abgetrennt. Neben zwei hochrechteckigen Blenden ist mittig eine ebenfalls hochrechteckige Klangarkade. Der Turm schließt mit einem Pyramidendach mit Turmkugel, Wetterfahne und Stern ab.

## Ausstattung
Den Kanzelaltar schuf der Bildhauer J. C. Martin im Jahr 1746. Er besteht aus einem polygonalen Kanzelkorb, dessen Brüstungsfelder mit Bildern von Jesus Christus und den Evangelisten bemalt sind.